# تشارلز ولفران كورنوال
كان تشارلز ولفران كورنوال (15 يونيو 1735 - 2 يناير 1789) سياسيًا بريطانيًا عمل في مجلس العموم من 1768 إلى 1789. وشغل منصب رئيس مجلس العموم من 1780 إلى 1789.

## أصوله وحياته
ولد تشارلز ولفران كورنوال في 15 يونيو 1735، وهو الابن الوحيد لجاكوبز كورنوال وإليزابيث فوردير، وتعمد في كنيسة سانت توماس في وينشستر بعد عشرة أيام.
كان والداه أبناء عمومة، وكلاهما من أحفاد همفري كورنوال، وتم إعطاؤه أسماء اثنين من أفراد العائلة الآخرين: جده الأب الأدميرال تشارلز كورنوال وجده الأكبر كابتن ولفران كورنوال.
توفي جاكوبس كورنوال في العام التالي، في 8 أغسطس 1736.
على الرغم من ان الجمعيات البحرية تحمل اسمه، الا انه نشأ وعمل في القانون.
بدأ تعليمه في وينشستر عام 1748، وانتقل إلى نيو كوليدج ، أكسفورد. قبل البدء في تدريب قانوني في لنكولنز إن عام 1755.
و في عام 1756، توفي عمه السير روبرت دي كورنوال بلا أطفال، تاركًا له املاكا كثيرة. ربما بسبب هذا الميراث، لم يدخل في قدر كبير من الممارسة القانونية، على الرغم من أنه تم استدعاؤه إلى نقابة المحامين في غرايسن عام 1757 وأصبح مقعدًا هناك في عام 1770. ثم، كرس نفسه للسياسة.

## الحياة السياسية
كان دخول كورنوال في الحياة السياسية مدعومًا بعلاقته مع ابن عمه،  تشارلز جينكينسون، وهي جمعية قام بتعزيزها ودعمها كثيرًا عندما تزوج شقيقة جينكينسون إليزابيث في 17 أغسطس 1764.
في عام 1763 كتب إلى شقيق زوجته المستقبلية: «إن مقعد في البرلمان هو هدفي الأول، بدون ذلك لن أختار المشاركة في أي إدارة للأعمال العامة».
ومع ذلك، تم إقناعه بدلاً من ذلك بأن يصبح مفوضًا لفحص الحسابات الألمانية. شغل هذا المنصب من 1763 إلى 1765، واكتسب معرفة جيدة بإجراءات الخزانة.
بعد ترك هذا المنصب، بدأ بالابتعاد عن جينكينسون سياسياً والانتقال إلى دوائر مركيز روكينجهام وإيرل شلبورن. تمكن الأخير من إرضاء طموحات كورنوال البرلمانية من خلال تأمينه لمقعد غرامبوند في انتخابات عام 1768 .
أصبح معارضا للحكومة في مجموعة متنوعة من المواضيع، ولكنه متخصص في القضايا المتعلقة بجزر الهند الشرقية.
في عام 1773، رفض عرضًا من اللورد نورث بوظيفة في البنغال للإشراف على أنشطة شركة الهند الشرقية وتنظيمها.
على عكس العديد من زملائه المعارضين، أيد رد الحكومة على الثورة الأمريكية، قائلاً في مجلس النواب في 19 أبريل 1774: «نحن نحمل لقب البلد الأم إذا أردنا أن نفعل ما تقول أمريكا أنه يجب علينا القيام به، أو الكف عن ان نفعل ما تقول أمريكا يجب ألا نفعله».
بتشجيع من هذا الاختلاف في الرأي، حصل على معاش سنوي قدره 500 جنيه استرليني (ما يعادل £62٬000 في 2018)،  ومقعدًا في مجلس الخزانة، تجاوز الحد ليصبح جزءًا من الحكومة في عام 1774.
وفي انتخابات ذلك العام، تم انتخابه لتمثيل وينتشيلسيا، كهدية من الخزانة. وسيمثل المقعد لمدة عشر سنوات قبل أن ينتقل إلى مقر وزارة الخزانة المجاورة في راي.
في عام 1775، قام ببيع العقار في بيرينغتون، التي كانت تنتمي إلى عائلته لمدة عشرة أجيال،  لزميل النائب توماس هارلي. استمر هارلي في إعادة بناء القاعة بدعم هنري هولاند وتصميم أرضيتها.
في 22 سبتمبر 1780، عُيِّن قاضيًا في آير شمال ترينت، براتب قدره 100 جنيه إسترليني (13037).

## وفاته
كان كورنوال أول رئيس لمجلس العموم يموت في منصبه. جلس على كرسي المتحدث للمرة الأخيرة في 29 ديسمبر 1788، قبل أن يمرض مع ب «نزلة برد محمومة». وظل غائبًا عن المجلس لمدة يومين، لكنه توقع عودته قريبًا.
في 2 يناير 1789، سجلت مجلة كومنز جورنال أن «مجلس النواب: نعبر عن أسفنا الشديد لإبلاغكم أن السيد رئيس مجلس النواب توفي هذا الصباح». تم إجراء تشريح للجثة حيث «تم العثور على كمية كبيرة من الماء البارد في معدته، وأحد عظام الترقوة واصلة إلى رئتيه، مما شكل خراجًا تسبب في وفاته». 
دفن في كنيسة مستشفى سانت كروس مع نصب تذكاري لجون فرانسيس مور.  تم ترك غالبية ممتلكاته لزوجته لبقية حياتها حيث لم يكن لدى الزوجين أطفال ولم يترك شيئا لأبناء ابن عمه البعيد السير جورج كورنوال. 